# Championnat de Suisse de football 1961-1962
Le championnat de Suisse de football de Ligue nationale A 1961-1962 voit la consécration du Servette FC. Le club genevois s’était judicieusement renforcé en début de saison avec les transferts des deux Zurichois Rolf Wüthrich et Giulio Robbiani. Avec ce deuxième titre consécutif du Servette FC, le football romand connaît une année faste, puisque trois clubs de Suisse occidentale figurent en tête du classement. Les derbies lémaniques suscitent un extraordinaire engouement. Le Lausanne-Sport, emmené par Roger Vonlanthen, remporte deux victoires sur le leader, l’une en championnat, l’autre en quart de finale de la Coupe.

## Format
Le championnat se compose de 14 équipes. Les deux derniers sont relégués en Ligue nationale B.

## Classement final
| Place | Club                 | Pts | J  | V  | N  | D  | Buts + | Buts - | Diff. |
| 1er   | Servette FC          | 40  | 26 | 18 | 4  | 4  | 93     | 30     | +63   |
| 2e    | Lausanne-Sports      | 35  | 26 | 15 | 5  | 6  | 63     | 38     | +25   |
| 3e    | FC La Chaux-de-Fonds | 34  | 26 | 16 | 2  | 8  | 72     | 45     | +27   |
| 4e    | Grasshopper Zürich   | 31  | 26 | 12 | 7  | 7  | 61     | 52     | +9    |
| 5e    | BSC Young Boys       | 29  | 26 | 13 | 3  | 10 | 61     | 51     | +10   |
| 6e    | FC Lucerne           | 28  | 26 | 11 | 6  | 9  | 45     | 38     | +7    |
| 7e    | FC Bâle              | 28  | 26 | 10 | 8  | 8  | 51     | 54     | -3    |
| 8e    | FC Bienne            | 24  | 26 | 7  | 10 | 9  | 45     | 49     | -4    |
| 9e    | FC Zurich            | 22  | 26 | 8  | 6  | 12 | 53     | 57     | -4    |
| 10e   | FC Lugano            | 22  | 26 | 6  | 10 | 10 | 32     | 60     | -28   |
| 11e   | FC Granges           | 21  | 26 | 7  | 7  | 12 | 39     | 59     | -20   |
| 12e   | Young Fellows Zurich | 20  | 26 | 7  | 6  | 13 | 53     | 63     | -10   |
| 13e   | FC Schaffhouse       | 19  | 26 | 6  | 7  | 13 | 40     | 65     | -25   |
| 14e   | FC Fribourg          | 11  | 26 | 2  | 7  | 17 | 33     | 80     | -47   |

### Qualifications européennes
- Servette FC : premier tour de la Coupe des clubs champions européens
- FC Bâle : premier tour de la Coupe des villes de foires
- Servette FC : premier tour de la Coupe Intertoto
- FC La Chaux-de-Fonds : premier tour de la Coupe Intertoto
- BSC Young Boys : premier tour de la Coupe Intertoto
- FC Bâle : premier tour de la Coupe Intertoto

- Lausanne-Sports : tour préliminaire de la Coupe d'Europe des vainqueurs de coupes

### Relégations
- FC Schaffhouse et FC Fribourg sont relégués en Ligue nationale B
- FC Chiasso et FC Sion sont promus en Ligue nationale A

## Meilleurs buteurs
- Jacques Fatton, 25 buts

## Résultats complets
- Résultats sur RSSSF